# Bárbara Riveros Díaz
Pour les articles homonymes, voir Riveros.
Bárbara Riveros Díaz, née le 3 août 1987 à Santiago du Chili, est une triathlète chilienne professionnelle.

## Palmarès
Le tableau présente les résultats les plus significatifs (podium) obtenus sur le circuit international de triathlon depuis 2006,.
| Année | Compétition                                   | Pays         | Position           | Temps            |
| ----- | --------------------------------------------- | ------------ | ------------------ | ---------------- |
| 2025  | Championnat du monde de cross triathlon       | Espagne      | Médaille de bronze | 2 h 16 min 42 s  |
| 2023  | Ironman 70.3 Pucón                            | Chili        | Médaille d'or      | 4 h 26 min 47 s  |
| 2022  | Embrunman                                     | France       | Médaille d'or      | 10 h 39 min 28 s |
| 2022  | Triathlon Alpe d'Huez L                       | France       | Médaille d'or      | 6 h 35 min 0 s   |
| 2022  | Ironman 70.3 Pays d'Aix                       | France       | Médaille d'or      | 4 h 23 min 26 s  |
| 2020  | Coupe d'Asie - étape de Chennai               | Inde         | Médaille d'or      | 2 h 1 min 7 s    |
| 2018  | Ironman 70.3 Pucón                            | Chili        | Médaille d'or      | 4 h 18 min 59 s  |
| 2017  | Ironman 70.3 Taïwan                           | Taïwan       | Médaille d'or      | 4 h 13 min 32 s  |
| 2017  | Ironman 70.3 Pucón                            | Chili        | Médaille d'or      | 4 h 32 min 9 s   |
| 2017  | Triathlon de Gérardmer XL                     | France       | Médaille d'or      | 4 h 59 min 45 s  |
| 2016  | Championnat du monde de cross triathlon       | Australie    | Médaille d'argent  | 2 h 58 min 5 s   |
| 2016  | Coupe Océanie - l'étape de Devonport          | Australie    | Médaille d'or      | 2 h 7 min 43 s   |
| 2015  | Championnat du monde de cross triathlon       | Italie       | Médaille d'argent  | 2 h 23 min 46 s  |
| 2015  | Championnats panaméricains                    | Canada       | Médaille d'or      | 1 h 57 min 18 s  |
| 2015  | Jeux panaméricains 2015                       | Canada       |                    | 1 h 57 min 18 s  |
| 2015  | Ironman 70.3 Pucón                            | Chili        | Médaille d'or      | 4 h 30 min 12 s  |
| 2013  | 5150 Klagenfurt                               | Autriche     | Médaille d'or      | 2 h 5 min 0 s    |
| 2013  | Ironman 70.3 Berlin                           | Allemagne    | Médaille d'or      | 4 h 16 min 10 s  |
| 2011  | Championnats du monde sprint - WTS Lausanne   | Suisse       | Médaille d'or      | 0 h 58 min 35 s  |
| 2011  | WTS Sydney                                    | Australie    | Médaille d'argent  | 2 h 1 min 23 s   |
| 2010  | WTS Sydney                                    | Australie    | Médaille d'or      | 2 h 4 min 19 s   |
| 2010  | WTS Séoul                                     | Corée du Sud | Médaille d'argent  | 2 h 1 min 2 s    |
| 2010  | Jeux sud-américain                            | Colombie     | Médaille d'or      | 2 h 10 min 46 s  |
| 2008  | Coupe panaméricaine - l'étape de Lima         | Pérou        | Médaille d'or      | 2 h 3 min 13 s   |
| 2008  | Coupe panaméricaine - l'étape de Roatan       | Honduras     | Médaille d'or      | 2 h 29 min 22 s  |
| 2007  | Coupe panaméricaine - l'étape de La Paz       | Argentine    | Médaille d'or      | 2 h 7 min 20 s   |
| 2006  | Coupe panaméricaine - l'étape de La Paz       | Argentine    | Médaille d'or      | 2 h 12 min 30 s  |
| 2006  | Coupe panaméricaine - l'étape de Viña del Mar | Chili        | Médaille d'or      | 2 h 5 min 31 s   |

| Année | Nombres | Étapes               |
| ----- | ------- | -------------------- |
| 2016  | 1       | Valence              |
| 2014  | 1       | Embrun               |
| 2011  | 1       | Nice                 |
| 2009  | 1       | Paris                |
| Total | 4       | 4 villes différentes |

| Édition      | Position | Temps           |
| ------------ | -------- | --------------- |
| Toyko 2020   | 25e      | 2 h 2 min 46 s  |
| Rio 2016     | 5e       | 1 h 57 min 29 s |
| Londres 2012 | 16e      | 2 h 2 min 15 s  |
| Pékin 2008   | 25e      | 2 h 3 min 42 s  |